# Bernard Gonner
Bernard Gonner est un réalisateur de télévision français. 
On lui doit notamment la co-création et la réalisation de l'émission C'est pas sorcier mais aussi des "Années Bonheur" et du "Plus Grand Cabaret du Monde".